# U-558
U-558 — средняя немецкая подводная лодка типа VIIC времён Второй мировой войны.

## История
Заказ на постройку субмарины был отдан 25 сентября 1939 года. Лодка была заложена 6 января 1940 года на верфи «Блом унд Фосс» в Гамбурге под строительным номером 534, спущена на воду 23 декабря 1940 года. Лодка вошла в строй 20 февраля 1941 года под командованием капитан-лейтенанта Гюнтера Креха (кавалер Рыцарского Железного креста), который и оставался её командиром в течение всего срока службы подлодки.

### Флотилии
Всю историю своего существования подводная лодка U-558 была приписана к 1-й флотилии кригсмарине и базировалась в портах городов Киль (до мая 1941 года), Брест.

### История службы
Лодка совершила 10 боевых походов. За успешные действия, а также за потопление вражеских кораблей суммарным водоизмещением более 100 000 брт 16 сентября 1942 года капитан подлодки Гюнтер Крех был награжден Рыцарским Железным крестом. Итого подлодка потопила 19 судов суммарным водоизмещением до 120 238 брт, в том числе —  английский противолодочный траулер «Бедфордшир»; повреждены 2 судна водоизмещением 15 070 брт.
| Дата             | Название корабля                   | Страна         | Тоннаж |
| ---------------- | ---------------------------------- | -------------- | ------ |
| 28 августа 1941  | Otaio                              | Великобритания | 10,298 |
| 15 октября 1941  | Vancouver Island                   | Канада         | 9,472  |
| 17 октября 1941  | Erviken                            | Норвегия       | 6,595  |
| 17 октября 1941  | Rym                                | Норвегия       | 1,369  |
| 17 октября 1941  | W.C. Teagle                        | Великобритания | 9,552  |
| 24 февраля 1942  | Anadara (повреждён)                | Великобритания | 8,009  |
| 24 февраля 1942  | Eidanger                           | Норвегия       | 9,432  |
| 24 февраля 1942  | Inverarder                         | Великобритания | 5,578  |
| 12 мая 1942      | HMS Bedfordshire (FY 141)          | Великобритания | 913    |
| 18 мая 1942      | Fauna                              | Нидерланды     | 1,254  |
| 21 мая 1942      | Troisdoc                           | Канада         | 1,925  |
| 23 мая 1942      | William Boyce Thompson (повреждён) | США            | 7,061  |
| 25 мая 1942      | Beatrice                           | США            | 3,451  |
| 27 мая 1942      | Jack                               | США            | 2,622  |
| 2 июня 1942      | Triton                             | Нидерланды     | 2,078  |
| 25 августа 1942  | Amakura                            | Великобритания | 1,987  |
| 13 сентября 1942 | Empire Lugard                      | Великобритания | 7,241  |
| 13 сентября 1942 | Suriname                           | Нидерланды     | 7,915  |
| 13 сентября 1942 | Vilja (t.)                         | Норвегия       | 6,672  |
| 16 сентября 1942 | Commercial Trader                  | США            | 2,606  |
| 23 февраля 1943  | Empire Norseman                    | Великобритания | 9,811  |

U-558 была потоплена 20 июля 1943 года глубинными бомбами, сброшенными британской и американской авиацией, северо-западнее мыса Ортегаль (Испания) в Бискайском заливе. Погиб 41 человек, 5 человек, включая тяжелораненного капитана спаслись. Проведя 4 дня на спасательной шлюпке, 24 июля раненые были подобраны канадским эскадренным миноносцем HMCS Athabaskan (G07). При этом всё время службы (от ввода в строй до потопления) на подлодке не погиб ни один человек.

### Волчьи стаи
U-558 входила в состав следующих «волчьих стай»:
- Bosemüller (28 августа 1941 — 2 сентября 1941)
- Seewolf (2 сентября 1941 — 12 сентября 1941)
- Delphin (24 января 1943 — 14 февраля 1943)
- Rochen (16 февраля 1943 — 28 февраля 1943)
- Tümmler (1 марта 1943 — 22 марта 1943)
- Oder (17 мая 1943 — 19 мая 1943)
- Mosel (19 мая 1943 — 24 мая 1943)
- Trutz (1 июня 1943 — 16 июня 1943)
- Trutz 1 (16 июня 1943 — 29 июня 1943)

### Атаки на лодку
- 16 октября 1941 года, в 18:25 лодка была атакована британским гидросамолетом «Каталина» в непосредственной близости от конвоя SC-48. Одна сброшенная глубинная бомба привела к повреждениям гирокомпаса и кормового торпедного аппарата, но вскоре экипаж устранил повреждения.
- 2 декабря 1941 года при попытке перейти через Гибралтарский пролив в Средиземное море лодка была атакована британскими самолетами, оборудованными радарами; помимо атаки с воздуха, самолеты подвели к месту 2 эсминца, вследствие чего лодке был причинен значительный урон. Лодка уклонилась от нападения, но была вынуждена вернуться на базу для проведения ремонтных работ.
- 14 июля 1943 года лодка была атакована самолетом британских ВВС типа «Веллингтон» недалеко от Лиссабона. Огонь зенитных орудий подлодки повредил самолет; сброшенные им глубинные бомбы не повредили U-558.
- 17 июля 1943 года подлодка была атакована британским самолетом типа B-24 Liberator близ Порту. Самолет использовал радар для атаки и сбросил 24 бомбы с высоты в 300 футов, часть из которых нанесла некоторый урон лодке. Во время второй атаки самолета, подлодка избежала повреждений благодаря экстренному погружению[3].
- 20 июля 1943 года около полудня подлодка была атакована британским самолетом типа B-24 Liberator (19 A/S Sqdn USAAF/F, пилот — Charles. F. Gallimeir) в Бискайском заливе. Огонь зенитных орудий предотвратил дальнейшие нападения самолета, однако сброшенные им глубинные бомбы повредили подлодку, в результате чего она не имела возможности погружения. Вскоре после этого, подлодка была атакована и потоплена британским самолетом типа Halifax (58 Sqdn RAF/H, пилот — Geoffrey F. Sawtell)[1].